# MEASAT-4
O MEASAT-4 é um projeto de satélite de comunicação geoestacionário malaio que vai ser construído pela Organização Indiana de Pesquisa Espacial (ISRO), ele será operado pela MEASAT. O satélite será baseado na plataforma I-3K (I-3000) Bus. O mesmo ainda não tem uma data previsto para ser lançado ao espaço.

## História
Em dezembro de 2004 a Antrix e a MEASAT assinaram um acordo para a aquisição do satélite MEASAT 4 pela Malásia. No quadro geral da cooperação da Joint Venture, a Antrix propôs a construção e lançamento do satélite MEASAT-4. Os aspectos técnicos e financeiros têm sido quase sempre acordado e prossegue as discussões sobre certos processos regulatórios.
O status do satélite não é claro. Possivelmente foi cancelado.